# La Herlière
La Herlière je francouzská obec v departementu Pas-de-Calais v regionu Hauts-de-France. V roce 2014 zde žilo 160 obyvatel.

## Poloha obce
Sousední obce jsou: Bailleulmont, Bavincourt, La Cauchie, Gaudiempré, Humbercamps, Saint-Amand a Saulty.

## Vývoj počtu obyvatel
Počet obyvatel